# Gran Premio de España de Motociclismo de 2001
El Gran Premio de España de Motociclismo de 2001 fue la tercera prueba del Campeonato del Mundo de Motociclismo de 2001. Tuvo lugar en el fin de semana del 4 al 6 de mayo de 2001 en el Circuito Permanente de Jerez, situado en la ciudad andaluza de Jerez de la Frontera, España. La carrera de 500cc fue ganada por Valentino Rossi, seguido de Norick Abe y Àlex Crivillé. Daijiro Kato ganó la prueba de 250cc, por delante de Tetsuya Harada y Marco Melandri. La carrera de 125cc fue ganada por Masao Azuma, Lucio Cecchinello fue segundo y Gino Borsoi tercero.

## Resultados

### Resultados 500cc
| Pos.    | N.º | Piloto              | Constructor | Vueltas | Tiempo      | Parrilla | Pts. |
| ------- | --- | ------------------- | ----------- | ------- | ----------- | -------- | ---- |
| 1       | 46  | Valentino Rossi     | Honda       | 27      | 47:15.126   | 1        | 25   |
| 2       | 6   | Norick Abe          | Yamaha      | 27      | +2.307      | 3        | 20   |
| 3       | 28  | Àlex Crivillé       | Honda       | 27      | +2.845      | 12       | 16   |
| 4       | 56  | Shinya Nakano       | Yamaha      | 27      | +4.157      | 4        | 13   |
| 5       | 11  | Tohru Ukawa         | Honda       | 27      | +5.932      | 6        | 11   |
| 6       | 4   | Alex Barros         | Honda       | 27      | +7.577      | 7        | 10   |
| 7       | 1   | Kenny Roberts, Jr.  | Suzuki      | 27      | +14.459     | 8        | 9    |
| 8       | 65  | Loris Capirossi     | Honda       | 27      | +18.970     | 2        | 8    |
| 9       | 5   | Garry McCoy         | Yamaha      | 27      | +19.725     | 11       | 7    |
| 10      | 15  | Sete Gibernau       | Suzuki      | 27      | +20.239     | 14       | 6    |
| 11      | 3   | Max Biaggi          | Yamaha      | 27      | +20.621     | 5        | 5    |
| 12      | 41  | Noriyuki Haga       | Yamaha      | 27      | +29.891     | 10       | 4    |
| 13      | 17  | Jurgen vd Goorbergh | Proton KR   | 27      | +42.838     | 9        | 3    |
| 14      | 7   | Carlos Checa        | Yamaha      | 27      | +45.530     | 13       | 2    |
| 15      | 14  | Anthony West        | Honda       | 27      | +45.848     | 19       | 1    |
| 16      | 9   | Leon Haslam         | Honda       | 27      | +1:02.358   | 16       |      |
| 17      | 16  | Johan Stigefelt     | Sabre V4    | 27      | +1:13.081   | 18       |      |
| 18      | 24  | Jason Vincent       | Pulse       | 27      | +1:23.194   | 20       |      |
| 19      | 68  | Mark Willis         | Pulse       | 26      | +1 Vuelta   | 22       |      |
| Ret     | 8   | Chris Walker        | Honda       | 5       | Accidente   | 17       |      |
| Ret     | 10  | José Luis Cardoso   | Yamaha      | 4       | Retirado    | 15       |      |
| Ret     | 21  | Barry Veneman       | Honda       | 3       | Accidente   | 21       |      |
| DNS     | 19  | Olivier Jacque      | Yamaha      |         | No corrió   |          |      |
| DNS     | 12  | Haruchika Aoki      | Honda       |         | No corrió   |          |      |
| DNQ     | 26  | Vladimír Častka     | Paton       |         | No calificó |          |      |
| Fuente: |     |                     |             |         |             |          |      |

- Pole position: Valentino Rossi, 1:42.739
- Vuelta Rápida: Valentino Rossi, 1:43.779

### Resultados 250cc
| Pos.    | N.º | Piloto            | Constructor | Vueltas | Tiempo    | Parrilla | Pts. |
| ------- | --- | ----------------- | ----------- | ------- | --------- | -------- | ---- |
| 1       | 74  | Daijiro Kato      | Honda       | 25      | 43:49.748 | 1        | 25   |
| 2       | 31  | Tetsuya Harada    | Aprilia     | 25      | +11.789   | 5        | 20   |
| 3       | 5   | Marco Melandri    | Aprilia     | 25      | +17.335   | 6        | 16   |
| 4       | 34  | Marcellino Lucchi | Aprilia     | 25      | +17.870   | 2        | 13   |
| 5       | 10  | Fonsi Nieto       | Aprilia     | 25      | +23.696   | 4        | 11   |
| 6       | 7   | Emilio Alzamora   | Honda       | 25      | +24.979   | 11       | 10   |
| 7       | 44  | Roberto Rolfo     | Aprilia     | 25      | +25.757   | 12       | 9    |
| 8       | 15  | Roberto Locatelli | Aprilia     | 25      | +32.201   | 3        | 8    |
| 9       | 21  | Franco Battaini   | Aprilia     | 25      | +39.404   | 9        | 7    |
| 10      | 99  | Jeremy McWilliams | Aprilia     | 25      | +39.510   | 8        | 6    |
| 11      | 66  | Alex Hofmann      | Aprilia     | 25      | +53.435   | 18       | 5    |
| 12      | 8   | Naoki Matsudo     | Yamaha      | 25      | +53.471   | 7        | 4    |
| 13      | 6   | Alex Debón        | Aprilia     | 25      | +1:02.113 | 10       | 3    |
| 14      | 12  | Klaus Nöhles      | Aprilia     | 25      | +1:02.437 | 14       | 2    |
| 15      | 57  | Lorenzo Lanzi     | Aprilia     | 25      | +1:07.791 | 24       | 1    |
| 16      | 42  | David Checa       | Honda       | 25      | +1:12.964 | 16       |      |
| 17      | 20  | Jerónimo Vidal    | Aprilia     | 25      | +1:16.192 | 19       |      |
| 18      | 81  | Randy de Puniet   | Aprilia     | 25      | +1:35.023 | 13       |      |
| 19      | 19  | Julien Allemand   | Yamaha      | 25      | +1:35.337 | 23       |      |
| 20      | 55  | Diego Giugovaz    | Yamaha      | 25      | +1:37.041 | 27       |      |
| 21      | 39  | Ismael Bonilla    | Honda       | 24      | +1 Vuelta | 26       |      |
| 22      | 38  | Álvaro Molina     | Yamaha      | 24      | +1 Vuelta | 25       |      |
| 23      | 98  | Katja Poensgen    | Aprilia     | 24      | +1 Vuelta | 29       |      |
| 24      | 23  | César Barros      | Yamaha      | 24      | +1 Vuelta | 28       |      |
| 25      | 16  | David Tomás       | Honda       | 24      | +1 Vuelta | 30       |      |
| 26      | 45  | Stuart Edwards    | Honda       | 24      | +1 Vuelta | 31       |      |
| 27      | 41  | Dámaso Nácher     | Honda       | 24      | +1 Vuelta | 32       |      |
| Ret     | 22  | David de Gea      | Yamaha      | 24      | Accidente | 22       |      |
| Ret     | 18  | Shahrol Yuzy      | Yamaha      | 18      | Accidente | 15       |      |
| Ret     | 37  | Luca Boscoscuro   | Aprilia     | 12      | Retirado  | 20       |      |
| Ret     | 9   | Sebastián Porto   | Yamaha      | 7       | Retirado  | 17       |      |
| Ret     | 50  | Sylvain Guintoli  | Aprilia     | 5       | Accidente | 21       |      |
| Fuente: |     |                   |             |         |           |          |      |

- Pole position: Daijiro Kato, 1:43.959
- Vuelta Rápida: Daijiro Kato, 1:44.444

### Resultados 125cc
| Pos.    | N.º | Piloto               | Constructor | Vueltas | Tiempo    | Parrilla | Pts. |
| ------- | --- | -------------------- | ----------- | ------- | --------- | -------- | ---- |
| 1       | 4   | Masao Azuma          | Honda       | 23      | 42:09.849 | 8        | 25   |
| 2       | 9   | Lucio Cecchinello    | Aprilia     | 23      | +4.623    | 3        | 20   |
| 3       | 23  | Gino Borsoi          | Aprilia     | 23      | +5.753    | 9        | 16   |
| 4       | 5   | Noboru Ueda          | TSR-Honda   | 23      | +10.197   | 7        | 13   |
| 5       | 29  | Ángel Nieto, Jr.     | Honda       | 23      | +10.384   | 20       | 11   |
| 6       | 31  | Ángel Rodríguez      | Aprilia     | 23      | +10.604   | 15       | 10   |
| 7       | 15  | Alex de Angelis      | Honda       | 23      | +10.747   | 16       | 9    |
| 8       | 11  | Max Sabbatani        | Aprilia     | 23      | +15.231   | 14       | 8    |
| 9       | 39  | Jaroslav Huleš       | Honda       | 23      | +15.798   | 23       | 7    |
| 10      | 26  | Dani Pedrosa         | Honda       | 23      | +19.497   | 12       | 6    |
| 11      | 21  | Arnaud Vincent       | Honda       | 23      | +24.705   | 18       | 5    |
| 12      | 7   | Stefano Perugini     | Italjet     | 23      | +27.712   | 4        | 4    |
| 13      | 24  | Toni Elías           | Honda       | 23      | +28.109   | 6        | 3    |
| 14      | 25  | Joan Olivé           | Honda       | 23      | +28.221   | 25       | 2    |
| 15      | 18  | Jakub Smrž           | Honda       | 23      | +28.969   | 26       | 1    |
| 16      | 44  | Héctor Faubel        | Aprilia     | 23      | +33.743   | 24       |      |
| 17      | 28  | Gábor Talmácsi       | Honda       | 23      | +33.905   | 13       |      |
| 18      | 10  | Jarno Müller         | Honda       | 23      | +38.247   | 22       |      |
| 19      | 12  | Raúl Jara            | Aprilia     | 23      | +58.393   | 27       |      |
| 20      | 34  | Eric Bataille        | Honda       | 23      | +1:13.859 | 30       |      |
| Ret     | 54  | Manuel Poggiali      | Gilera      | 22      | Accidente | 2        |      |
| Ret     | 43  | Daniel Piñera        | Honda       | 21      | Retirado  | 31       |      |
| Ret     | 41  | Youichi Ui           | Derbi       | 19      | Accidente | 1        |      |
| Ret     | 22  | Pablo Nieto          | Derbi       | 18      | Retirado  | 17       |      |
| Ret     | 14  | Philipp Hafeneger    | Honda       | 18      | Retirado  | 32       |      |
| Ret     | 20  | Gaspare Caffiero     | Aprilia     | 10      | Retirado  | 10       |      |
| Ret     | 8   | Gianluigi Scalvini   | Italjet     | 9       | Retirado  | 21       |      |
| Ret     | 19  | Alessandro Brannetti | Aprilia     | 7       | Retirado  | 28       |      |
| Ret     | 27  | Marco Petrini        | Honda       | 7       | Retirado  | 29       |      |
| Ret     | 6   | Mirko Giansanti      | Honda       | 6       | Accidente | 19       |      |
| Ret     | 17  | Steve Jenkner        | Aprilia     | 6       | Retirado  | 11       |      |
| Ret     | 16  | Simone Sanna         | Aprilia     | 4       | Retirado  | 5        |      |
| Fuente: |     |                      |             |         |           |          |      |

- Pole position: Youichi Ui, 1:48.002
- Vuelta Rápida: Masao Azuma, 1:48.385